# Andrea Minguzzi
Andrea Minguzzi (ur. 1 lutego 1982 w Castel San Pietro Terme) – włoski zapaśnik. Złoty medalista olimpijski z Pekinu i siedemnasty w Atenach.
Treningi rozpoczął w Bolonii. Jego trenerem był m.in. Vincenzo Maenza, mistrz olimpijski z Los Angeles i Seulu. Od 2004 jest członkiem GS Fiamme Oro (policyjnej grupy sportu). Ma na swoim koncie osiem tytułów mistrza Włoch (2000-2007). Złoto z Pekinu jest jego największym sukcesem. Był także brązowym medalistą mistrzostw Europy w 2007 i 2008. Zdobył srebrny medal na igrzyskach śródziemnomorskich w 2009 roku.